# Kikkersteek

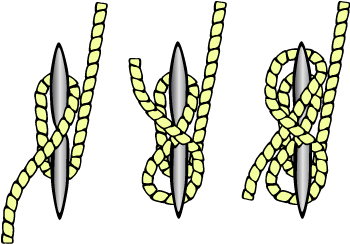
Het beleggen op een klamp

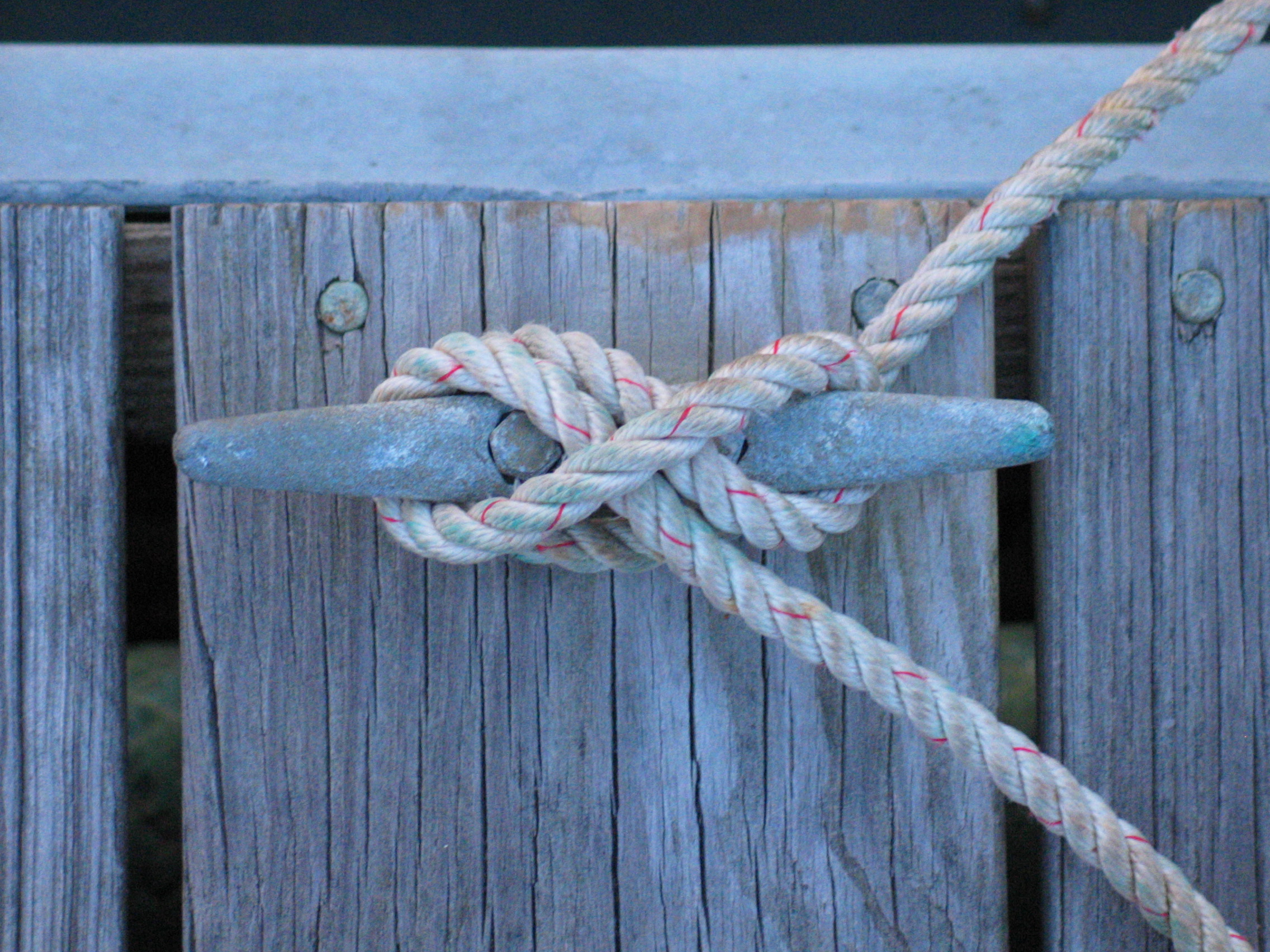
Kikker met kikkersteek

Een kikkersteek of klampsteek (Engels: cleat knot, Frans:nœud de taquet) is een steek om een touw op een kikker te beleggen. Een touweind wordt eerst een- of tweemaal achterlangs de vleugels van de klamp geslagen, vervolgens legt men twee of meer achtjes om de vleugels heen. Nu dient het losraken van het losse part nog te worden voorkomen door het aanleggen van tweemaal een zogenoemde "knijpsteek" (Duits: Kopfschlag). Bij de vorige achtjes kruiste het losse part steeds boven de vorige laag; bij de laatste, de "dubbele knijpsteek", kruist het losse part tweemaal onderlangs. 